# Magdelin Martinez
Pour les articles homonymes, voir Martinez.
Magdelin Martinez, née le 10 février 1976 à Camagüey (Cuba), est une athlète italienne d'origine cubaine, pratiquant le triple saut.
Son nom est souvent orthographié à l'espagnole, Magdelín Martínez (bien que de tels accents ne soient pas utilisés en italien, sa nationalité actuelle).
Elle a été championne d'Italie en 2002 et 2007 ainsi qu'en salle en 2003 et 2005, au triple saut.
Ses meilleures performances sont :
- 6,67 m en longueur (Rieti, le 5 septembre 2004)
- 15,03 m au triple saut (Rome le 26 juin 2004, avec 1,9 m/s de vent favorable).
- en 2007, son meilleur saut est de 14,62 m, obtenus en qualification à Osaka 2007.

## Palmarès
| Date | Compétition                       | Lieu       | Résultat | Marque  |
| ---- | --------------------------------- | ---------- | -------- | ------- |
| 1994 | Championnats du monde juniors     | Lisbonne   | 9e       | 12,84 m |
| 1999 | Jeux panaméricains                | Winnipeg   | 3e       | 13,98 m |
| 2001 | Championnats du monde             | Edmonton   | 4e       | 14,52 m |
| 2001 | Goodwill Games                    | Brisbane   | 4e       | 14,12 m |
| 2001 | Finale du Grand Prix              | Melbourne  | 4e       | 14,35 m |
| 2002 | Coupe d'Europe                    | Annecy     | 3e       | 14,54 m |
| 2002 | Championnats d'Europe             | Munich     | 6e       | 14,27 m |
| 2003 | Championnats du monde en salle    | Birmingham | 5e       | 14,32 m |
| 2003 | Coupe d'Europe                    | Florence   | 2e       | 14,76 m |
| 2003 | Championnats du monde             | Paris      | 3e       | 14,90 m |
| 2003 | Finale mondiale                   | Monaco     | 5e       | 14,52 m |
| 2004 | Championnats du monde en salle    | Budapest   | 5e       | 14,67 m |
| 2004 | Coupe d'Europe                    | Istanbul   | 1re      | 14,56 m |
| 2004 | Jeux olympiques                   | Athènes    | 7e       | 14,85 m |
| 2004 | Finale mondiale                   | Monaco     | 5e       | 14,63 m |
| 2005 | Championnats d'Europe en salle    | Madrid     | 2e       | 14,54 m |
| 2005 | Coupe d'Europe                    | Florence   | 3e       | 14,54 m |
| 2005 | Championnats du monde             | Helsinki   | 8e       | 14,31 m |
| 2005 | Finale mondiale                   | Monaco     | 7e       | 14,24 m |
| 2007 | Coupe d'Europe                    | Milan      | 1re      | 14,57 m |
| 2007 | Championnats du monde             | Osaka      | 4e       | 14,71 m |
| 2008 | Coupe d'Europe                    | Annecy     | 3e       | 14,28 m |
| 2009 | Championnats d'Europe par équipes | Leiria     | 2e       | 14,01 m |
| 2009 | Jeux méditerranéens               | Pescara    | 2e       | 14,16 m |

## Records
| Épreuve          | Épreuve   | Lieu     | Date             | Marque     |
| ---------------- | --------- | -------- | ---------------- | ---------- |
| Saut en longueur | Plein air | Rieti    | 5 septembre 2004 | 6,67 m     |
| Saut en longueur | Salle     | Glasgow  | 29 janvier 2005  | 6,25 m     |
| Triple saut      | Plein air | Rome     | 26 juin 2004     | 15,03 m NR |
| Triple saut      | Salle     | Budapest | 5 mars 2004      | 14,81 m NR |